# زينة الدنيا (رواية)
زينة الدنيا  هي رواية من تأليف الكاتب المغربي حسن أوريد، صدرت عن  دار النشر المركز الثقافي العربي بالدار البيضاء  سنة 2021، جاءت لتكمل المسار الأدبي المرصع بأعمال أخرى كرواية الموريسكي وربيع قرطبة، وهي أعمال تحمل بين ثناياها ما عاشه المسلمون بالأندلس ،وهي رواية تاريخية تبلُغ ستمئة وأربعين صفحة، و تضم جزأين، يشمل كلُّ واحد عدةَ مقاطع مُعنوَنة تضُمُّ بدورها مقاطعَ صغرى مرقَّمة بالتتابع.

## شخصيات الرواية
- هشام بن الحكم
- صبح أم هشام بن الحكم
- ابن عامر
- جعفر الحاجب
- هارون أو زيري كاتب الخليفة الحكم و الذي اضطر الى انتحال شخصية اليهودي هارون و فر من قرطبة
- راحيل زوجة هارون

## ملخص الرواية
تتحدث الرواية عن  مرحلة وفاة الخليفة الحكم و الصراع على خلافته بين من يحاول تولية المغيرة أخو الخليفة الحكم  و من أبرز داعميه  جودر  رئيس جند الصقالبة و فائق من أهم وجوه  الصقالبة و هشام بن الحكم و من ورائه أمه صبح و الحاجب جعفر و المشهور بلقب الحاجب المنصور :ابن عامر  .
انتهى الصراع بقتل المغيرة و أشيع عنه أنه قتل نفسه ، و تمت إزاحة فائق من الساحة.و خفض هيمنة الصقالبة ، و كان مكر ابن عامر شديدا و حاول التخلص من منافسيه  بالتنسيق مع عشيقته صبح أم الخليفة و حاولا التخلص من جعفر الذي كان يتحكم في الكثير من مفاصل السلطة دون نسيان قوة القائد العسكري غالب، و قد أصبح ابن عامر رقما صعبا في هرم السلطة خصوصا بعد تحالفه مع قائد الجند غالب.
فرّ  زيري كاتب الخليفة الحكم الذي اختاره قبل موته لكي يملي عليه مذكراته من قرطبة ،  و  اضطر الى انتحال شخصية اليهودي هارون  خوفا على نفسه من صبح و ابن عامر ،و ذهب الى باشكوال في أستجة و كان رفيق دراسة للخليفة و اعتزل السياسة و عاش في ضيعته هو و زوجه مارية.
أفصح زيري حقيقته لزوجته راحيل ،فغضبت منه لكن سرعان ما سامحته و هي التي تحمل طفله في أحشائها.
كما قص السارد حكاية مارية و زواجها من باشكوال و هو الذي كان متعلقا قبلها ب"هند" التي قتلت في ظروف غامضة.
توفيت راحيل و هي تضع مولودها .و بعد رحيلها عاد زيري الى قرطبة فتنكر في جُبِّ فقيهٍ في المسجد الجامع ،و بدأ في زيارة سلطانة  وصيفة  أم الخليفة هشام المبيت  في بيتها خلسة ،بعد ذلك  اقترن بها وفاء لوصية راحيل و تحت مباركة حبر اليهود في قرطبة،
بعده تنكر في جب حلاق .و قد أدرك ما يحيكه ابن عامر و قد أصبح على رأس السلطة ،و سعيه لإزاحة القائد غالب بالتحالف مع القائد جعفر بن علي الاندلسي الذي أتى به من المغرب الاوسط.
نشب الصراع بين الرجلين القويين في الدولة وانتهى بقتل القائد غالب من قبل ابن عامر، كما تخلص من القائد جعفر الاندلسي أيضا. و مثَّل بجثته.
عاد زيري للتنكر مرة أخرى هذه المرة في شخصية المغيرة .
وانتهى به الامر أن يتنكر مرة أخرى في صفة وزير لرجل الدولة القوي ابن عامر و سمى نفسه ابن صمادح ،و شهد بطش هذا الأخير و قتله ابنه عبد الله و نكثه العهد بالإبقاء على حياة والي سرقسطة ابن المطرف.
بعد ذلك أعلن ابن عامر نفسه ملكا و لقب بالملك الحكيم ،و أصبح شغله الشاغل إزاحة بني أمية عن  الحكم و تثبيت سلالته.
بعد وفاة باشكوال اطلع  زيري على الرسائل التي بعثتها هند زوجة عبد الملك ابن الملك عبد الرحمن الناصر و شقيق الملك الحكم إلى باشكوال الذي أحبته و قد انتهى بها المطاف منفية الى جزيرة مايورقة .
من جهة لأخرى أدى الخلاف بين ابن عامر و زيري بن عطية الرجل القوي و زعيم البربر  في المغرب الاقصى إلى نشوب حروب اتخذت طابعا عرقيا بين العرب و البربر ،وتم تحميل ابن صمادح المسؤولية زورا  بدل أن يتحملها ابن عامر الذي أهان زيري بن عطية بعدما عينه وزيرا بدل أن يعينه أميرا على المغرب الاقصى كما وعده في سفارة ابن صمادح ،فحكم عليه بلزوم بيته و قطع عنه العطاء ،ظلت الحرب مستعرة الى أن هزم عبد الملك بن عامر جيش زيري بن عطية و دفعه الى الشرق.
و ظل زيري أو ابن صمادح في الإقامة الجبرية تسع سنين و نيف، بعد ذلك تم استداعاءه من طرف محمد ابن عامر للقائه بعدما  اشتد مرضه ليعرف حقيقته ، فلم يسعف الأجل ابن عامر فمات  ،و قتل زيري و تمت التورية عن ذلك بالقول أنه مات شهيدا و هو يجاهد ضد الكفار.

## نقد
من مميزات الرواية ، تجريبُ الشخصية العابرة للحدود الوصفية، أو التعيينات الجسدية، والشاهدُ الأبرز على ذلك هو الكاتبُ زيري الذي كان في خدمة الخليفة الحَكم، وتقمّص بعد ذلك شخصيةَ فقيهٍ غريب الأطوار، فحلاّق، ثم أبله يُدعى المغيرة يعمل بفُرن، ثم ظهر في صفةِ شخص اسمُه ابن صمادح يعمل في خدمةِ صاحب الأمر ابن عامر أيام الخليفة هشام، وحمَل شخصيةَ هارون لمّا كان يرتاد خمّارة يهودية للأُنس. نحن، إذن، مع اختيار روائي مُركَّب، يقول عنه السارد "أنا لسان حال التاريخ، تنكرت في صور شتى".
و قد احتفت الرواية ب تيمة  "الحرية" في تعدد الأديان والأجناس والأطياف التي أثثت الأندلس خلال هذه المرحلة التاريخية الحاسمة وإقامة الطقوس والشعائر بكل حرية.

## اقتباسات
- الفكر هو بمثابة البذرة التي تنغرس في الأرض. تختمر. تشق أديم الأرض، تتفتق. ثم تكبر رويداً رويداً، إلى أن تصبح دوحاً . عامل الزمن، مهم. ولكن إذا لم تنغرس الفكرة، لم تونع الشجرة.
- لا بد للمرء أن ينسلخ عما ألف كي يرى الحقيقة .. ما كان يمكن أن يكون سُبلاً لحقيقة واحدة
- أصبح سياجاً وسجفاً.
- الفلاسفة وحدهم يستطيعون أن يشقوا طريقهم لوحدهم في الأدغال والفيافي، بل هم لا يرضون طريقاً معبدة، وقد لا يرون في السبل المطروقة سبيلاً لهم، لا تستجيب لما يتشوفون إليه أو يتطلعون له. الفلاسفة هم من يستطيعون أن يجعلوا من الجراح معراجاً، ولكن العالم ليس كله فلاسفة .. كما الطعام ليس ملحاً، ولكن من دون ملح يكون الطعام سمجاً.
- إننا لا نتجاوز إلا ما عرفناه، وإذ لم نعرف ظاهرة ما حق المعرفة، فيمكن أن تضمر وتعود.
- قرأت في المدينة الفاضلة لأفلاطون أن الطبيب يستأصل العضو المريض كي يبقي الجسد، أما الطاغية فيستأصل العضو الجيد كي يبقي على الجسد المريض.
- يدرك أن الفهم وحده لا يكفي. ما معنى أن يفهم المرء إن كان الفهم لا يُوظف من أجل قضية؟.
- لأنت رجل عظيم؟ فكيف أعلم بذلك إن لم تضعك الأقدار في محك الاختبار كي تنبثق منك الفضيلة؟ كما لو أنك نزلت حلية الأولمب، ولم يكن غيرك في النزال، ونلت التتويج، من دون ظفره . لا نصر إلا بمنازلة. ثم تعود الطبيعة للحديث إلى الشخص المبتلى.
- الذي أعرفه هو أن الإنسان لكي يعطي اجمل ما فيه، ينبغي أن يكون في منأى من الجوع وفي مأمن من الخوف. ولكي يصل إلى ذلك، ينبغي التصدي لمصادر الجوع والخوف.